# مرصد روبرت براونلي
مرصد روبرت براونلي (بالإنجليزية: Robert Brownlee Observatory)‏ هو مرصد فلكي تملكه وتديره الجمعية الفلكية لسماء الجبالية (بالإنجليزية: Mountain Skies Astronomical Society)‏ (MSAS). يقع في لاك أروهيد في كاليفورنيا في الولايات المتحدة الأمريكية.
ليست جميع مراصد روبرت براوني مفتوحة للجمهور.
سمي المرصد باسم روبرت جريج براونلي، عالم الكيمياء الحيوية.[تحقق من المصدر]

## البناء
بدأ بناء مرصد روبرت براونلي في يوليو 2000 وانتهى في سبتمبر 2000. وقد تم تمويل البناء بمساهمات من مؤسسة روبرت براونلي وعائلات ريتشارد ولوران باركر وريتشارد ودوروثي ألمون وديفيد إي ستروت.
في 20 يوليو، تم الانتهاء من عمليات التفتيش المناسبة على المباني والسلامة، وتمت عملية صب الخرسانة الأولى على مجموعتين.

## تجميع المرصد
سافر جون هاي ودوغ مكلينتوك من مراصد سيريوس في أستراليا لبناء المرصد. تم شحن الهيكل المستقبلي مفكوكًا، ثم وصل إلى قرية الجمعية الفلكية لسماء الجبالية الفلكية في 4 أغسطس. بدأ التجمع في اليوم التالي. ساعد موظفو الجمعية الفلكية لسماء الجبالية الفلكية ديلون روس وأليكس باركر في تجميع المرصد. ثم في خلال ساعات قليلة ظهرت القبة على شكل بلاطة خرسانية. تم بناء جدران المرصد على المنصة في يوم الأحد 6 أغسطس. رفعت خدمة جيف كاول كرين القبة (بالإنجليزية: Jeff Kawell Crane Service)‏ على الجدران. ثم اكتمل هيكل المرصد.

## روابط خارجية
- مرصد روبرت براونلي ، السماء الصافية، ساعة تنبؤ بظروف المراقبة.